# Ciclovivência
Fernando Rocha dos Santos (São Paulo), conhecido por Ciclovivência ou Magrão, é um ciclo-viajante e entregador brasileiro negro conhecido por longos trajetos realizados na América do Sul, os quais se incluem uma viagem de São Paulo ao Acre atravessando-se o Amazonas e o Pará, sendo pedalados uma média de 100 quilômetros por dia durante 100 dias. Mais recentemente foi feita uma viagem do Brasil para o extremo-sul do continente, em Ushuaia e finalizando na Colômbia. É notório por sua influência na comunidade do Bikepacking, especialmente em relação a grupos marginalizados do Brasil.